# Vindelizische Schwelle

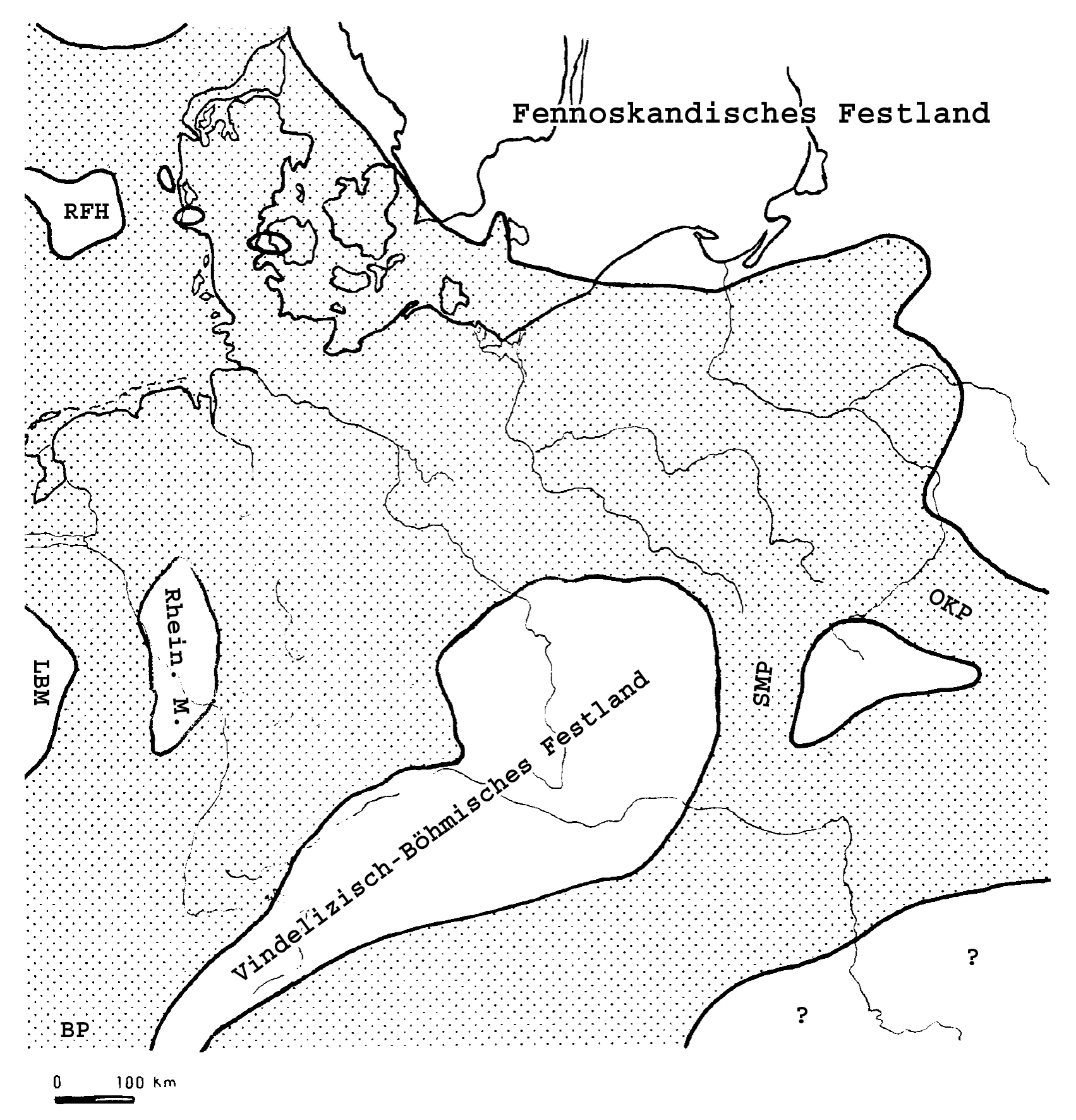
Karte des Germanischen Beckens zur Ablagerungszeit des Unteren Muschelkalks (Mitteltrias). Die Vindelizische Schwelle bildet zusammen mit der Böhmischen Masse eine geschlossene Landfläche.

Die Vindelizische Schwelle war eine während Trias und frühem Jura existierende Hochzone, die das Germanische Becken „Ur-Mitteleuropas“ von den südöstlich benachbarten Gebieten des späteren Alpenraumes trennte. Ihre topographisch höchsten Bereiche, die in Phasen ausgedehnter Meeresbedeckung trocken lagen, werden auch Vindelizisches Land genannt.
Der Name Vindelizische Schwelle geht auf den deutschen Geologen Carl Wilhelm Gümbel zurück, der ihn 1891 in den Varianten „vindelicisches Gebirge“, „vindelicische Urgebirgskette“ und „vindelicisches Zwischengebirge“ in die Literatur einführte. Er leitet sich ab vom einst im nördlichen Alpenvorland ansässigen keltischen Stamm der Vindeliker bzw. vom römischen Namen der Stadt Augsburg, Augusta Vindelicorum.
Die aus „variszischen“ Gesteinen des Moldanubikums aufgebaute Vindelizische Schwelle erstreckte sich vom heutigen Süddeutschland bis in die heutige Schweiz entlang einer Linie südlich von Zürich, Augsburg und Regensburg. Viele der siliziklastischen Sedimentgesteine des süddeutschen Mesozoikums, vor allem des Keupers (Obertrias), hatten ihr Liefergebiet auf dem Vindelizischen Land, das heißt, ihr Ausgangsmaterial wurde dort abgetragen. Zudem bildete die Vindelizische Schwelle in der Obertrias die Faziesgrenze zwischen dem eher terrestrisch beeinflussten Germanischen Becken (Germanische Trias) und dem durch marine Sedimentation gekennzeichneten Schelf der westlichen Tethys (Alpine Trias). Vor allem dieser Fazieskontrast war es, der Gümbel dazu veranlasste, die Präsenz einer geographischen Barriere zwischen Germanischem Becken und dem „Ur-Alpenraum“ zu postulieren.
Insbesondere in der Mitteltrias und im Unterjura bildete die Vindelizische Schwelle gemeinsam mit der Böhmischen Masse eine Insel, die als Böhmisch-Vindelizisches Land bezeichnet wird. Gegen Ende des Mitteljura wurde im Zuge eines Meeresspiegelanstiegs das Vindelizische Land von der Böhmischen Masse getrennt. Ab dem Oberjura schließlich war es dauerhaft vom Meer überflutet.